# Ultrapro
Ultrapro a fost un lanț de retail de produse IT&C, deținut de compania K Tech Electronics, unul dintre liderii pieței de retail IT&C de pe piața românească înainte de a intra în faliment.
Principalii competitori sunt Tornado Sistems, Depozitul de Calculatoare și Flamingo.
Grupul K Tech - Ultra PRO este deținut de Cristian Fughină și Alina Fughină.
În anul 2005, Ultra PRO a fost desemnat lider pe piața PC-urilor din România, cu o cotă de piață de 12,8%, ocupând primul loc în topul vendorilor de unități desktop sub brand propriu: (Ultra GRAPHICS, Ultra Paladin, Ultra WIN, etc)
În anul 2006, compania deținea 82 de magazine și 850 de angajați.
Număr de angajați în 2008: 535
Cifra de afaceri:
- 2008: 67 milioane euro[4]
- 2007: 74,6 milioane euro[5]
- 2006: 84,2 milioane dolari[6]
- 2005: 80 milioane dolari[7]
- 2004: 66,5 milioane dolari[1]

În octombrie 2009 compania K-tech Electronics (Ultra Pro Computers) intra în faliment lăsând în urmă 28.5 mil euro datorii și 700 de angajați ai săi rămânând fără loc de muncă.  
Soții Alina și Cristian Fughină, precum și tatăl fostului patron al firmei, Ștefan Fughină, ar fi urmărit, din 2010, falimentarea controlată a societății Ultra Pro Computers.Cei trei sunt suspectați că ar fi scos bani din societate, pe care i-ar fi băgat ulterior în offshor-uri aparținând lui Laszlo Kiss, al cărui nume a apărut și în dosarul privind delapidarea Petromservice. 
În acest fel, societatea ar fi acumulat datorii de peste 40 de milioane de euro la stat și la bănci.Prejudiciul estimat de anchetatori este de aproximativ 10 milioane de euro. Procurorii DIICOT verifică în acest caz doar modul în care ar fi fost devalizată firma de IT.